# Alexandru Lungu
Alexandru Lungu (Oradea, 3 de septiembre de 1974) es un deportista rumano que compitió en judo. Ganó una medalla de bronce en el Campeonato Europeo de Judo de 1999 en la categoría abierta.
Participó en los Juegos Olímpicos de Atlanta 1996, donde finalizó noveno en la categoría de +95 kg.

## Palmarés internacional
| Campeonato Europeo | Campeonato Europeo      | Campeonato Europeo | Campeonato Europeo |
| Año                | Lugar                   | Medalla            | Categoría          |
| ------------------ | ----------------------- | ------------------ | ------------------ |
| 1999               | Bratislava (Eslovaquia) | Medalla de bronce  | Abierta            |